# Abriès

Abriès este o comună în departamentul Hautes-Alpes, Franța. În 1 ianuarie 2018 avea o populație de 295 de locuitori.